# Зима Валентин Леонідович
Зима Валентин Леонідович (28 жовтня 1936, Брусилів, Житомирська область, УРСР — 18 травня 2005 Канів, Україна) — український біофізик, доктор біологічних наук, професор, завідувач кафедри біофізики біологічного факультету Київського університету.

## Біографія
У 1953–1958 роках навчався на фізичному факультеті Київського державного університету ім. Т. Г. Шевченка. Після закінчення університету працював лаборантом, а потім старшим лаборантом кафедри експериментальної фізики того ж факультету. 1960 року поступив до аспірантури при кафедрі, яку закінчив 1963 року. У 1966 році захистив дисертацію кандидата фізико-математичних наук на тему «Люмінісценція і міграція енергії електронного збудження у кристалах антрацену і нафталіну з різними домішками».

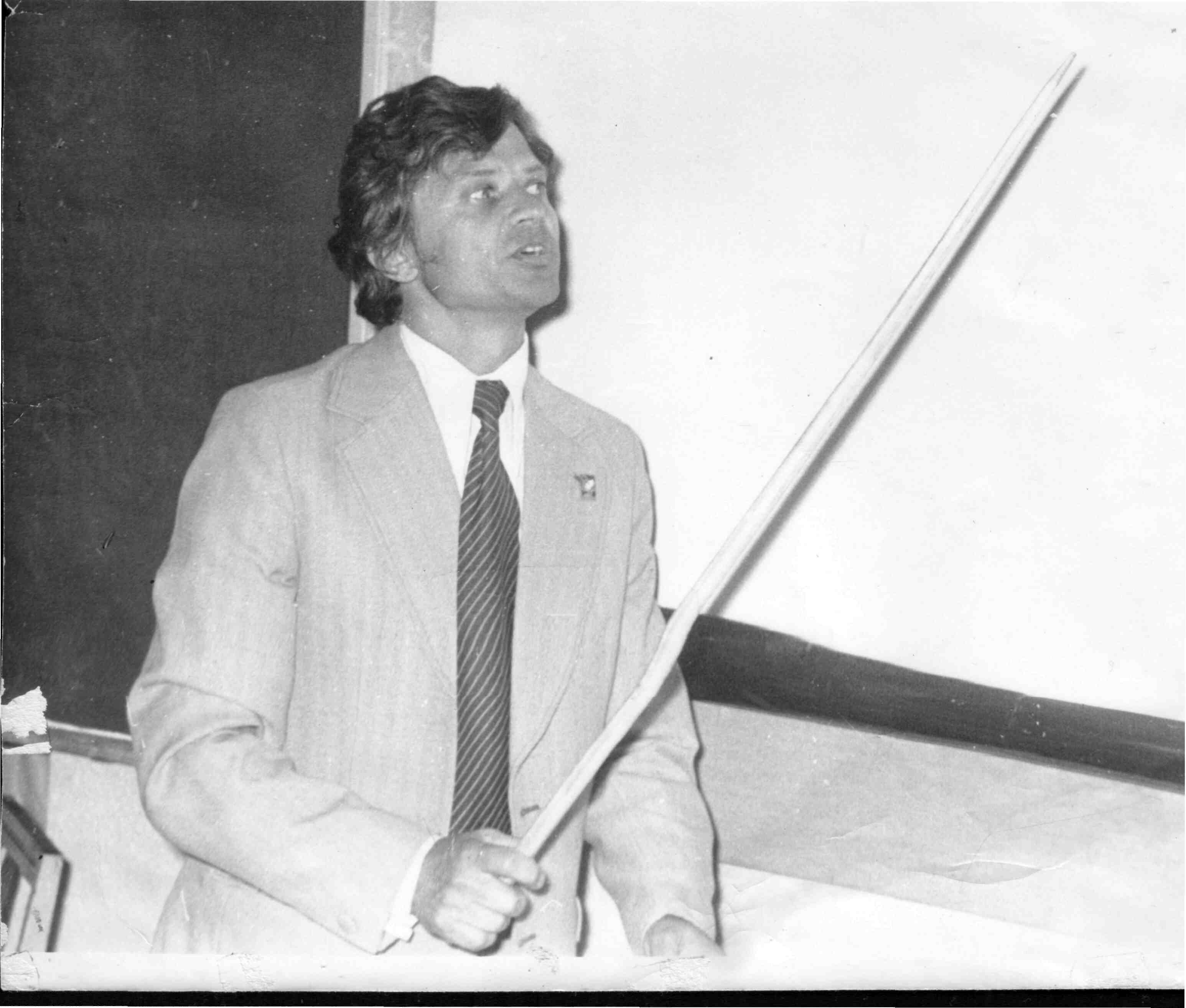
Валентин Зима веде семінар (1978)

З 1963 по 1973 роки викладав на кафедрі біофізики біологічного факультету КДУ як асистент, а потім доцент. У 1973 році був обраний завідувачем кафедри біофізики, обіймав посаду до 1984 року. У 1983 році захистив дисертацію на ступінь доктора біологічних наук на тему «Спектральні і структурно-функціональні властивості фібрилоутворючих білків» З 1984 до 2005 року працював професором кафедри біофізики.
Помер у травні 2005 року у Каневі під час наукової конференції. Похований на Байковому кладовищі.

### Захоплення
Захоплювався волейболом, плаванням.

## Родина

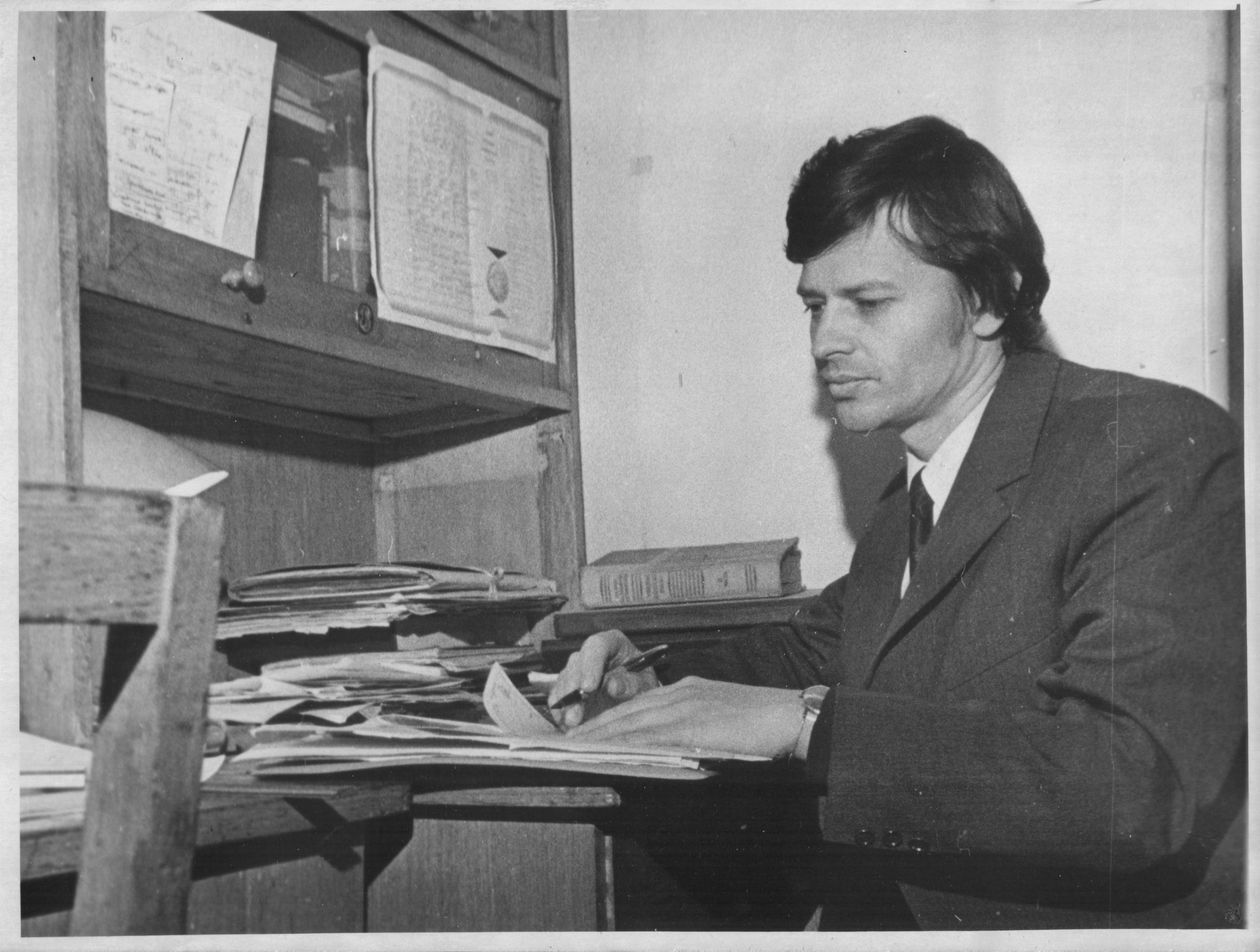
Валентин Зима в лабораторії (1978)

Діти — Олексій, Олена і Оксана. Олексій — науковець у галузі біофізики і нейрофізіології, кандидат біологічних наук, асистент професора в Чикагському університеті Лойоли. Олена — співробітник ННЦ «Інститут біології» Київського університету.

## Науковий внесок
Валентин Зима дослідив спектральні характеристики ароматичних амінокислот та білків. Вивчав люмінесценцію та міграцію квантів енергії в органічних кристалах і квазікристалах. За допомогою розробленого ним флуоресцентного методу кількісної оцінки цитозольного кальцію зареєстрував кальцієві сигнали в різноманітних клітинах, передусім у міоцитах. Також досліджував структурно-функціональні доменів у міозині та їхньої участі у генерації механічної сили м'язу.

## Освітня робота
Був одним з перших викладачів кафедри біофізики біологічного факультету Київського університету. Читав загальний курс лекцій «Біофізика» для студентів біологічного факультету, спецкурси з біофізики м'язового скорочення, оптичних методів дослідження для студентів спеціальності «Біофізика». В останні роки життя (2002–2005) розробив і почав читати спецкурси з конфокальної мікроскопії та біологічних моторів.

## Основні праці
Автор понад 250 наукових робіт, серед яких підручники та навчальні посібники. Серед них:
- Костюк, П. Г., Зима, В. Л., Магура, И. С., Мірошниченко, М. С., & Шуба, М. Ф. (2001). Біофізика. Київ: Видавництво "Обереги.
- Биофизические методы исследований. Электроника и электробиофизика, К.; 1990;
- Біофізика: Збірник Задач. К.; 2001;
- Біофізика. Практикум, К., 2003.

- Demchenko, O. P., & Zyma, V. L. (1975). Thermal perturbation spectroscopy of proteins. 1. Medium polarity effects. Studia biophysica. 52 (3): 209—221.
- Zyma, V. L., Miroshnichenko, N. S., Danilova, V. M., & En Gin, E. (1988). Interaction of flavonoid compounds with contractile proteins of skeletal muscle (PDF). Gen Physiol Biophys. 7: 165—175. Архів оригіналу (PDF) за 14 липня 2014.
- Bogach, P. G., Zyma, V. L., Shakhovsky, A. M. and Danilova, V. M. (1979). Conformational changes and excitation energy transfer in myosin–auramine O system. Int. J. Quantum Chem. 16: 43—50. doi:10.1002/qua.560160107.
- Zyma, V. L., Semenov, Y. V., Prylutskyy, Y. I., & Miroshnichenko, M. S. (2003). Spectral analysis of the Ca2+ concentration measurements in living cells. Journal of molecular liquids. 105 (2): 131—136.
- Филенко, А. М., Зима, В. Л., Данилова, В. М., Омельянюк, В. С., Бабиичук, Э. Б., & Трегубов, В. С. (1990). Структурная организация субфрагмента 1 миозина скелетных мышц. Биополимеры и клетка. 6 (3): 39—46.
- В. Л. Зима, О. М. Дячок (2000). Клеточные кальциевые сигналы: природа, регистрация и количественная оценка. Український біохімічний журнал (рус.) . 72 (2): 5—13.
- Зима, В. Л., Медведь, Л. В., Варецкая, Т. В., & Коваль, В. Г. (1979). Флуоресцентные исследования температурных переходов в фибриногене и его протеолитических фрагментах. Доклады АН УССР.-Сер «Б».-1979.-5.-с, 378, 381.
- Богач, П. Г., Зима, В. Л., Данилова, В. М., & Дубонос, В. Н. (1975). Температурная зависимость флуоресценции миозина скелетных и гладких мышц. ДАН УССР, сер. Б, 1, 56.
- Демченко, А. П., & Зима, В. Л. (1974). ТЕМПЕРАТУРНО-ПЕРТУРБАЦИОННАЯ СПЕКТРОФОТОМЕТРИЯ ТИРОЗИНА И ТРИПТОФАНА. Украинский биохимический журнал, 46(3), 350.
- Храпунов, С. Н., Бердышев, Г. Д., Зима, В. Л., & Драган, А. И. (1979). Исследование структуры и агрегации гистонов. IV. Применение третичной структуры гистона Н2А в растворах с высокой ионной силой. Биофизика, 24(3), 565–566.
- Храпунов, С. И., Зима, В. Л., Тюленев, В. И., & Бердышее, Г. Д. (1975). ИЗМЕНЕНИЕ КОНФОРМАЦИИ ГИСТОНОВ F2a и F26 В РАСТВОРАХ С РАЗЛИЧНОЙ ИОННОЙ СИЛОЙ. Украинский биохимический журнал, 47(3), 289
- Демченко, А. П., Зима, В. Л., & Шевченко, А. И. Температурно-пертурбационная спектрофотометрии некоторых белков. Молекулярная генетика и биофизика, (1), 16-25.
- Зима, В. Л., & Минченко, П. Г. (1988). Влияние двухвалентных катионов на суперпреципитацию актомиозина скелетных мышц. Физиол. журн, 34, 28-33.
- Филенко, А. М., & Зима, В. Л. (1981). Двухволновой метод регистрации малых спектральных сдвигов флуоресценции белков. Молекулярная генетика и биофизика. К.: Издательство при Киевском государственном университете издательского объединения "Вища школа, (6), 126–135.
- Зима, В. Л., Луговской, Э. В., Медведь, Л. В., Гоголинская, Т. К., & Привалов, П. Л. (1981). Структурная организация и локализация фибриногена по данным микрокалориметрии и спектрофлуориметрии. In Доклады АН СССР (Vol. 256, p. 2).
- Зима, В. Л., Филенко, А. М., Данилова, В. М., & Омельянюк, В. С. (1988). Конформационпые изменения и доменная организация субфрагмента 1 миозина. Молекуляр. генетика и биофизика.—К.: Вища шк, (13), 95-101.
- Ройтруб, Б. А., Зима, В. Л., Олешко, Н. Н., & Оксамитный, В. Н. (1980). Аллостерические сдвиги в ацетилхолинэстеразе, наблюдаемые при ее взаимодействии с физиологически активными веществами. Молекуляр. генетика и биофизика, (5), 11-15.
- Зима, В. Л., & Демченко, А. П. (1976). ТЕЧПЕРАТУРНО-ЗАВИСИМЫЕ ФУНКЦИОНАЛЬНЫЕ КОНФОРМАЦИОННЫЕ ПЕРЕХОДЫ БЕЛКОВ И СОСТОЯНИЕ ХРОМОФОРНЫХ ГРУПП. Молекулиарная биология, 14.
- Храпунов С. Я., Зима ВЛ, Франк П. и др. —Биофизика, 1977, 22, № 3, с. 424–428.
- Ганчурин, В. В., Зима, В. Л., & Давидовская, Т. Л. (1984). ВЛИЯНИЕ ПРОСТАГЛАНДИНОВ Е2 И Р2а НА СИНАПТИЧЕСКУЮ ПЕРЕДАЧУ В ГЛАД КОМ ЫШЕЧНЫХ КЛЕТКАХ ЖЕЛУДКА И ТОЛСТОГО КИШЕЧНИКА. Физиологический журнал, 30(211), 162.

## Нагороди та посади
- 1992 — Лауреат Державної премії України в галузі науки і техніки.
- 1992 — Академік АН ВШ України.
- 1997 — Соросівський професор.
- 1998 — Віце-президент Українського біофізичного товариства.
- 1992–2005 — Член спеціалізованої вченої ради Інституту фізіології імені О. О. Богомольця НАН України по захисту дисертацій за спеціальністю «Біофізика».
- у 1994-2005 роках - член редакційної колегії журналу «Фізика живого».